# 핑거 스냅
핑거 스냅(영어: finger snapping)은 손가락으로 딸깍 소리를 내는 행위다. 주로 엄지와 다른 손가락(중지, 검지 또는 약지) 사이에 장력을 가한 다음 다른 손가락을 힘껏 아래쪽으로 움직여서 같은 손의 손바닥을 빠르게 치는 방식으로 이루어진다.
2021년 조지아 공과대학교의 연구는 손가락 스냅을 분석한 결과, 주어진 똑딱거리는 소리가 단 7밀리초 만에 발생한다는 것을 발견했다. 참고로, 눈 깜박임은 150밀리초 안에 일어난다.

## 문화에서
고대 그리스에서는 음악가와 무용수들이 리듬을 맞추는 용도로 핑거 스냅을 사용했고 "ἀποληκέω" (apolekeo; 아폴레케오), "ἀποκρότημα" (apokrotema; 아포크로테마) (apokroteo; 아포크로테오,"손가락을 딸깍거리다"라는 의미인 "ἀποκροτέω"이라는 동사에서 왔음) "ἐπίπταισμα" (epiptaisma; 에피프타이스마)라는 이름으로 불렸다. 여전히 핑거 스냅은 현대 그리스에서도 흔히 볼 수 있다.
미시건 대학교 남자 글리 클럽에서는 핑거 스냅이 오랜 역사를 가지고 있다. 이 클럽의 역사에 따르면, "(전설에 따르면) 맥주잔을 들고 [동시에] 박수를 칠 수 없기 때문이다! 또는 연설과 발표 도중에 박수를 치는 것보다는 핑거 스냅이 덜 방해되기 때문일 수도 있다."라고 한다. 핑거 스냅은 포에트리 슬램 커뮤니티에서도 인기가 있으며 청중이 즉각적인 지지 또는 시인이 공유하는 것에 대한 지지의 표시로 사용한다. 그 관행은 일부 회의에도 침투했다.
어벤져스: 인피니티 워에서 타노스가 블립을 발행시키기 위해 손가락을 딸깍한다.

## 음악에서
수마트라 문화에서 핑거 스냅은 가슴을 치는 소리와 함께 음악의 주요 한 형태다.
서양 음악에서는 주로 2, 4번째 박자에 사용된다. 즉, 박수처럼 오프비트로 쓰인다는 것이다.
핑거 스냅 소리는그 외에도 다양한 장르에서 샘플링되어 활용되기도 한다. 물론 대개는 타악기처럼 취급한다. 예를 들면 TV 시리즈 아담스 패밀리의 테마송이 있다.
핑거 스냅 소리도 샘플링되어 여러 장르의 음악에서 사용되며 주로 타악기로 사용된다. Angelo Badalamenti 의 작품은 트윈 픽스 , Lost Highway, TV 시리즈 아담스 패밀리의 주제가 등의 사운드트랙에서 이를 보여준다.